# San Cayetano Istepeque
San Cayetano Istepeque è un comune del dipartimento di San Vicente, in El Salvador.